# Yes (гурт)
Yes — англійський рок-гурт напрямку прогресивний рок. Yes створили дуже характерне, глибоке звучання, що спирається на складні гармонії та ритми і віртуозну виконавську майстерність. Учасники гурту використовували як акустичні, електроакустичні, так і електронні музичні інструменти. Група створена в Лондоні в 1968 році і продовжує свою діяльність до сьогодні.

## Історія

### Ранні роки

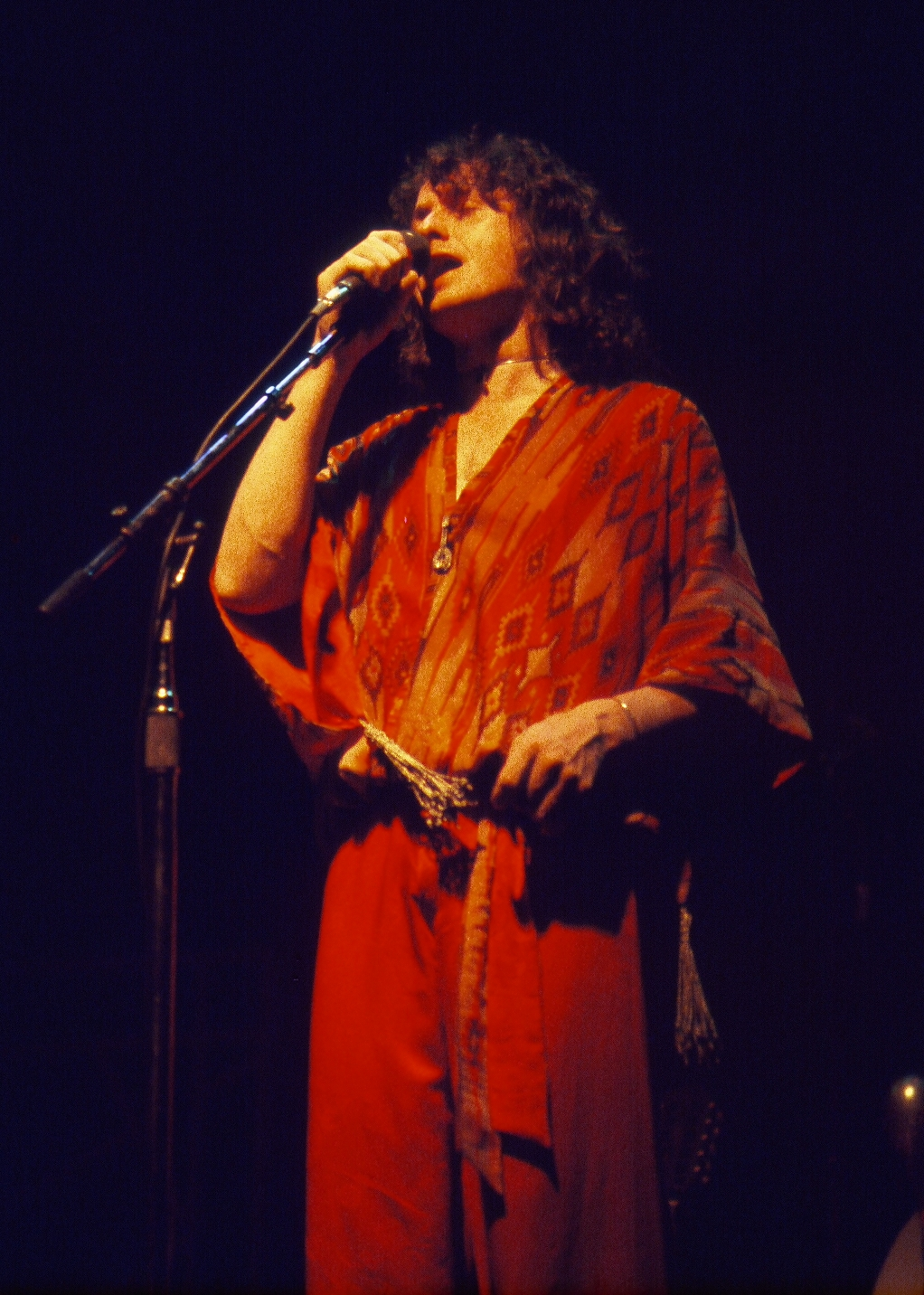
Джон Андерсон

Група була заснована в 1968 році вокалістом Джоном Андерсоном і басистом Крісом Сквайром. Андерсон до того моменту вже встигнув попрацювати в групі свого брата Тоні The Warriors, а також записав декілька сольних композицій під псевдонімом Ганс Крістіан. Сквайр виступав в команді The Syn, після розпаду якій посвятив цілий рік розробці власного фірмового стилю гри, багато запозичивши при цьому у басиста ансамблю The Who Джона Ентвістла. Андерсон і Сквайр зустрілися в травні 1968  року в нічному клубі Сохо, де перший в той час працював. Музиканти узгодили спільні інтереси в розвитку вокальних гармоній і вирішили з'єднати творчі зусилля.
Сквайр грав у той час в групі «Mabel Greer's Toyshop», до складу якої Андерсон увійшов як вокаліст. Досить скоро до команди приєднався новий ударник Білл Бруфорд, який зголосився на об'яву в Melody Maker. Гітарист Пітер Бенкс і клавішник Тоні Кей завершили комплектування складу групи, яка одержала назву Yes.

### Склад
Поточний склад
- Джон Андерсон  — вокал
- Кріс Сквайр  — бас, вокал
- Стів Гау — гітара, вокал
- Рік Вейкмен — клавішні
- Алан Вайт — барабани

Початковий склад
- Джон Андерсон — вокал
- Кріс Сквайр — бас, вокал
- Тоні Кей — клавішні
- Пітер Бенкс  — гітара
- Білл Бруфорд  — барабани

Інші учасники
- Патрік Мораз — клавішні
- Джефф Даунс  — клавішні
- Тревор Хорн  — вокал
- Тревор Ребін  — гітара, вокал
- Біллі Шервуд  — гітара, вокал, клавішні
- Ігор Хорошев — клавішні

## Дискографія
| Випущений     | Назва                                         | Позиція в чартах | Позиція в чартах | Вид                  |
| Випущений     | Назва                                         | UK               | US               | Вид                  |
| ------------- | --------------------------------------------- | ---------------- | ---------------- | -------------------- |
| Липень 1969   | Yes                                           | —                | —                | Студійний            |
| Червень 1970  | Time and a Word                               | 45               | —                | Студійний            |
| Березень 1971 | The Yes Album                                 | 7                | 40               | Студійний            |
| Листопад 1971 | Fragile                                       | 7                | 4                | Студійний            |
| Вересень 1972 | Close to the Edge                             | 4                | 3                | Студійний            |
| Травень 1973  | Yessongs                                      | 7                | 12               | Концертний           |
| Грудень 1973  | Tales from Topographic Oceans                 | 1                | 6                | Студійний            |
| Листопад 1974 | Relayer                                       | 4                | 5                | Студійний            |
| Лютий 1975    | Yesterdays                                    | 27               | 17               | Збірка               |
| Липень 1977   | Going for the One                             | 1                | 8                | Студійний            |
| Вересень 1978 | Tormato                                       | 8                | 10               | Студійний            |
| Серпень 1980  | Drama                                         | 2                | 18               | Студійний            |
| Листопад 1980 | Yesshows                                      | 22               | 43               | Концертний           |
| Листопад 1981 | Classic Yes                                   | —                | 142              | Збірка               |
| Листопад 1983 | 90125                                         | 16               | 5                | Студійний            |
| Листопад 1985 | 9012Live: The Solos                           | 44               | 81               | Концертний           |
| Вересень 1987 | Big Generator                                 | 17               | 15               | Студійний            |
| Квітень 1991  | Union                                         | 7                | 15               | Студійний            |
| Серпень 1991  | Yesyears                                      | —                | —                | Збірка               |
| Вересень 1992 | Yesstory                                      | —                | —                | Збірка               |
| Березень 1994 | Talk                                          | 20               | 33               | Студійний            |
| Жовтень 1996  | Keys to Ascension                             | 48               | 99               | Концертний/Студійний |
| Листопад 1997 | Keys to Ascension 2                           | 62               | —                | Концертний/Студійний |
| Листопад 1997 | Open Your Eyes                                | —                | 151              | Студійний            |
| Вересень 1999 | The Ladder                                    | 36               | 99               | Студійний            |
| Вересень 2000 | House Of Yes - Live from the House of Blues   | 36               | 99               | Концертний           |
| Вересень 2001 | Magnification                                 | 71               | 186              | Студійний            |
| Липень 2002   | In a Word: Yes (1969 - )                      | —                | —                | Збірка               |
| Липень 2003   | Yes Remixes                                   | —                | —                | Збірка               |
| Липень 2003   | The Ultimate Yes: 35th Anniversary Collection | 10               | 131              | Збірка               |
| Серпень 2005  | The Word is Live                              | —                | —                | Концертний           |
| 2011          | Fly From Here                                 | —                | —                | Студійний            |
| 2014          | Heaven & Earth                                | —                | —                | Студійний            |
| 2021          | The Quest                                     | —                | —                | Студійний            |
| 2023          | Mirror to the Sky                             | —                | —                | Студійний            |

### Сингли
- «Your Move» (1971) #40 US
- «Roundabout» (1972) #13 US
- «America» (1972) #46 US
- «And You And I» (1972) #42 US
- «Wonderous Stories» (1977) #8 UK
- «Going For The One» (1977) #24 UK
- «Don't Kill The Whale» (1978) #36 UK
- «Owner Of A Lonely Heart» (1983) #1 US — 2 weeks, #28 UK
- «Leave It» (1984) #24 US, #56 UK
- «It Can Happen» (1984) #51 US
- «Love Will Find A Way» (1987) #30 US, #73 UK
- «Rhythm Of Love» (1987) #40 US
- «Lift Me Up» (1991) #86 US

## Цікаві факти
- На честь гурту названо астероїд — 7707 Yes